# Geografija Paname
Panama je država v Srednji Ameriki, ki meji na Karibsko morje in Tihi ocean in na Kolumbijo in Kostariko. Panama leži na ozki in nizki Panamski ožini.
Ta ožina v obliki črke S je med 7° in 10° severne zemljepisne širine ter 77° in 83° zahodne zemljepisne dolžine. Panama obsega približno 75.417 km². Dolga je 772 km in široka med 60 in 177 km.

## Geologija
Geologija Paname je izjemno zapletena. Kopno je nastalo zaradi interakcij več tektonskih plošč v zadnjih 10 milijonih let.
Na kontinentalnem šelfu na tihomorski strani je več kot 1000 otokov, med njimi Biserni otoki (Archipelago de las Perlas) v Panamskem zalivu in otok Coiba na zahodu (493 km²), ob karibski obali otočji Bocas del Toro in San Blas.

## Nadmorska višina
Prevladujoča značilnost reliefa Paname je osrednja hrbtenica gora in hribov, ki tvorijo celinsko ločnico. Ločnica ni del velikih gorskih verig Severne Amerike in samo blizu kolumbijske meje so visokogorja, povezana z andskim sistemom Južne Amerike. Hrbtenica, ki tvori ločnico, je močno erodiran lok dviga od morskega dna, v katerem so vrhovi nastali zaradi vulkanskih vdorov.
Zahodni del hrbtenice, Cordillera Central, se razteza od Kostarike do nizkega sedla blizu Panamskega prekopa. Znotraj Cordillere Central so tri območja. Vzvišeni Cordillera de Talamanca se razteza vzhodno od Kostarike in vsebuje najvišji vrh Paname, Volcán Barú, na 3475 metrov. Volcán Barú (ali Volcán de Chiriquí) je zadnjič izbruhnil leta 1550 in je vrh visokogorja, ki vključuje najbogatejšo zemljo Paname. Vzhodneje sta nižji pogorji Serranía de Tabasará in Sierra de Veraguas, pri čemer se slednje razteza proti Panamskemu prekopu.

## Podnebje
Panama ima tropsko podnebje. Temperature so enakomerno visoke – prav tako relativna vlažnost – in sezonskih nihanj je malo. Dnevni razponi so nizki; na tipičen dan v sušnem obdobju v glavnem mestu je lahko najnižja zgodnja jutranja temperatura 24 °C, najvišja popoldanska pa 29 °C. Temperatura redko preseže 32 °C za več kot kratek čas.
Temperature na tihomorski strani ožine so nekoliko nižje kot na Karibih, vetrič pa se po mraku v večini delov države dvigne. V višjih delih gora so temperature občutno nižje, v Cordillera de Talamanca v zahodni Panami pa se pojavljajo zmrzali.
Podnebne regije so določene manj na podlagi temperature kot glede na količino padavin, ki se regionalno spreminja od manj kot 1300 milimetrov do več kot 3000 milimetrov na leto. Skoraj ves dež pade v deževnem obdobju, ki običajno traja od maja do novembra, vendar traja od sedem do devet mesecev, z nekaterimi izjemami zaradi monsunov. Cikel padavin določata predvsem dva dejavnika: vlaga s Karibov, ki jo prenašajo severni in severovzhodni vetrovi, ki prevladujejo večji del leta, in celinska ločnica, ki deluje kot ščit pred dežjem za pacifiško nižavje.
Tretji vpliv, ki je prisoten v pozni jeseni, je jugozahodni veter iz Tihega oceana. Ta veter prinaša nekaj padavin v nižine, spremenjene z višavji Península de Azuero, ki tvorijo delno padavinsko senco za večji del osrednje Paname. Padavine so na splošno veliko močnejše na Karibih kot na tihomorski strani. Letno povprečje v mestu Panama je malo več kot polovica tistega v Colónu. Čeprav so nevihte v deževnem obdobju pogoste, je država zunaj pasu orkanov.

## Vegetacija
Panamsko tropsko okolje podpira obilico rastlin. Prevladujejo gozdovi, ki jih ponekod prekinjajo travniki, grmičevje in polja. Skoraj 40 odstotkov Paname je gozdnate. Krčenje gozdov je stalna grožnja za gozdove, prepojene z dežjem. Pokritost z drevesi se je od leta 1940 zmanjšala za več kot 50 odstotkov.
Samooskrbno kmetijstvo, ki se na široko izvaja od severovzhodne džungle do jugozahodnih travišč, je sestavljeno predvsem iz parcel s koruzo, fižolom in gomolji. Močvirja z mangrovami se pojavljajo vzdolž delov obeh obal, nasadi banan pa zasedajo delte blizu Kostarike. Marsikje se deževni gozd z več krošnjami na eni strani Paname naslanja na močvirje, na drugi pa se širi do nižjih tokov pobočij.

## Pristanišča
Karibsko obalo zaznamuje več dobrih naravnih pristanišč. Številni otoki Archipiélaga de Bocas del Toro, blizu plaž Kostarike, zagotavljajo obsežno naravno pot in ščitijo pristanišče za banane Almirante. Več kot 350 otokov San Blas v bližini Kolumbije se razprostira na več kot 160 km vzdolž zaščitene karibske obale.
Glavno pristanišče na pacifiški obali je Balboa. Glavni otoki so Archipiélago de las Perlas sredi Panamskega zaliva, kazenska kolonija na Isla de Coiba v Golfo de Chiriquí in okrasni otok Taboga, turistična atrakcija, ki jo je mogoče videti iz mesta Panama. Skupaj je okoli 1000 otokov ob pacifiški obali.
Pacifiške obalne vode so izredno plitve. Globine 180 metrov so dosežene samo zunaj obrobja Panamskega zaliva in Golfo de Chiriquí, široke blatne ravnine pa segajo do 70 km proti morju od obale. Posledično je obseg plimovanja ekstremen. Razlika približno 70 centimetrov med visoko in nizko vodo na karibski obali je v močnem nasprotju z več kot 700 cm na pacifiški obali in približno 130 km navzgor ob Río Tuira, območju plimovanja. še vedno presega 500 cm. Nedavna globalna analiza daljinskega zaznavanja je pokazala, da je bilo v Panami 1016 km² plimovanja, zaradi česar je bila država na 32. mestu glede na območje plimovanja.

## Vodne poti
Razgibano pokrajino Paname prepleta skoraj 500 rek. Večinoma niso plovne, mnoge izvirajo kot hitri visokogorski potoki, vijugajo v dolinah in tvorijo obalne delte. Río Chepo in Río Chagres sta vira hidroelektrične energije. Jezero Kampia in Madden Lake (prav tako napolnjeno z vodo iz reke Río Chagres) zagotavljata hidroelektrično energijo za območje nekdanje cone prekopa.
Več kot 300 rek se izliva v Tihi ocean. Te reke so daljše in počasnejše od tistih na karibski strani. Tudi njihova porečja so obsežnejša. Ena najdaljših je Río Tuira, ki se izliva v Golfo de San Miguel in je edina reka v državi, po kateri lahko plovejo večja plovila.

## Upravna delitev
Panama je razdeljena na 10 provinc in več avtohtonih comarcas. Province so razdeljene na okrožja, ta pa na oddelke, imenovane corregimientos. Konfiguracije corregimientos se občasno spreminjajo, da se prilagodijo spremembam prebivalstva, kot je razvidno iz popisnih poročil.

## Splošna dejstva
Geografske koordinate: 9°00′N 80°00′W / 9.000°N 80.000°W
Reference zemljevidov:
Severna in Južna Amerika, Karibi in včasih Srednja Amerika
Območje:
skupaj: 75.420 km2
kopno: 74.340 km2
voda: 1080 km2
Kopenske meje:
skupaj: 555 km
mejne države: Kolumbija 225 km, Kostarika 330 km
Obala:
2490 km
Pomorske zahteve:
teritorialno morje: 12 nmi
sosednje območje: 24 nmi
izključna ekonomska cona: 335.646 km2 in 200 nmi ali celinski rob
Podnebje:
tropsko morsko; vroče, vlažno, oblačno; podaljšana deževna sezona (od maja do januarja), kratka sušna doba (od januarja do maja)
Teren:
notranjost večinoma strma, razgibana gorovja in razčlenjena gorska ravnina; obalna območja večinoma ravnice in gričevja
Ekstremne točke:
Najsevernejša točka: Point Manzanillo
Najjužnejša točka: Punta Mariato, Narodni park Cerro Hoya, Veraguas
Najbolj zahodna točka: meja s Kostariko, provinca Chiriquí
Najbolj vzhodna točka: Meja s Kolumbijo, provinca Darién
Najnižja točka: Tihi ocean 0 m
Najvišja točka: Volcán Barú 3475 m
Naravni viri:
baker, gozdovi mahagonija (Swietenia macrophylla), prave kozice, hidroenergija
Raba zemljišča:
obdelovalna zemlja: 7,16 %
trajni nasadi: 2,51 %
drugo: 90,33 % (2011)
Namakana zemlja:
346,2 km2 (2003)
Skupni obnovljivi vodni viri:
148 km3 (2011)
Naravne nevarnosti:
občasna močna neurja in gozdni požari na območju Dariena, potresi
Okolje - aktualna vprašanja:
onesnaževanje vode s kmetijskimi odtoki ogroža ribolovne vire; krčenje tropskega deževnega gozda; degradacija tal in erozija tal ogrožata zamuljenje Panamskega prekopa; onesnaženost zraka v urbanih območjih; rudarjenje ogroža naravne vire.
Okolje - mednarodni sporazumi:
člani: Biotska raznovrstnost, Podnebne spremembe, Kjotski protokol, Dezertifikacija, Ogrožene vrste, Konvencija o spremembi okolja, Nevarne snovi, Pomorsko pravo, Odlaganje v morje, Montrealski sporazum, Okoljski učinki ladijskega prometa, Mednarodni sporazum o tropskem lesu 83, Mednarodni sporazum o tropskem lesu 94, Ramsarska konvencija, Mednarodna konvencija o ureditvi kitolova
podpisano, a ne ratificirano: Konvencija o ribolovu in ohranjanju živih virov na odprtem morju
Geografija - opomba:
strateška lega na vzhodnem koncu Srednje Amerike; nadzoruje Panamski prekop, ki povezuje Atlantski ocean preko Karibskega morja s Tihim oceanom. Osrednja Panama ima nenavadno razliko, da sonce vzhaja nad Pacifikom in zahaja nad Atlantikom.